# Tipula (Savtshenkia) baltistanica
Tipula (Savtshenkia) baltistanica is een tweevleugelige uit de familie langpootmuggen (Tipulidae). De soort komt voor in het Palearctisch en Oriëntaals gebied.